# Алагёлляр (группа озёр)
Алагёлляр (азерб. Alagöllər) — группа озёр в Кельбаджарском районе Азербайджана.
В июле 2022 года в районе озёр наблюдалось локальное торнадо.

## Описание
Озёра Алагёлляр расположены на высоте 2700 — 2800 м. Общее число этих озёр достигает 30, наиболее крупные из них — Бёюк-Алагёль, Кичик-Алагёль, Чиллигёль и Дикпиллякан.
Озёра образовались в результате извержений вулканов, преградивших течение местных речек. Озёра пресные, вода используется для поения скота.